# Linwood Holton
Abner Linwood Holton (Big Stone Gap, 21 settembre 1923 – Kilmarnock, 28 ottobre 2021) è stato un politico statunitense.

## Biografia
Fu il sessantunesimo governatore della Virginia. Studiò alla Washington & Lee University e alla Harvard Law School
Ebbe due figli:
- Anne Holton che sposò Tim Kaine
- Abner Linwood Holton III, scrittore di successo.